# Törn, Småland
Törn är en sjö i Emmaboda kommun i Småland och ingår i Lyckebyåns huvudavrinningsområde. Sjön yta ligger 114 meter över havet, dess största djup är 8,4 meter och ytan är 8,15 kvadratkilometer. Sjön avvattnas av vattendraget Linneforsån. Vid provfiske har en stor mängd fiskarter fångats, bland annat abborre, björkna, braxen och gädda.

## Delavrinningsområde
Törn ingår i det delavrinningsområde (627072-148465) som SMHI kallar för Utloppet av Törn. Medelhöjden är 125 meter över havet och ytan är 46,56 kvadratkilometer. Räknas de 7 avrinningsområdena uppströms in blir den ackumulerade arean 181,33 kvadratkilometer. Linneforsån som avvattnar avrinningsområdet har biflödesordning 2, vilket innebär att vattnet flödar genom totalt 2 vattendrag innan det når havet efter 60 kilometer. Avrinningsområdet består mestadels av skog (65 %). Avrinningsområdet har 8,52 kvadratkilometer vattenytor vilket ger det en sjöprocent på 18,3 %.

## Fisk
Vid provfiske har följande fisk fångats i sjön:
- Abborre
- Björkna
- Braxen
- Gädda
- Gös
- Löja
- Mört
- Sarv
- Sik
- Siklöja
- Sutare

## Fiskevårdsområdesförening
Törn och Törngöls FVOF bildades 1962. Fiskevård har dock bedrivits tidigare än 1935. Föreningen verkar för fiskevård i sjöarna Törn och Törngöl. 